# 雲紋副䲁
雲紋副䲁（學名：Parablennius marmoreus），為輻鰭魚綱鳚形目䲁科副䲁屬的一種，分布於西大西洋美國紐約州至百慕達群島、巴哈馬群島、墨西哥灣北部及南美洲北部海域，深度0至10公尺，本魚體延長略側扁，頭部短鈍，眼上方有分支觸鬚，口中有大約四十顆梳狀齒，尾鰭圓形，體色多變化，呈現金色、綠色、棕褐色或鐵鏽色，並規律地分佈著深棕色斑點，頭頂呈青銅色，有一條深色條紋，從眼睛上方開始，在胸鰭上方變寬，並向尾柄方向逐漸變暗，有些個體的背鰭前部附近有一個藍斑，臀鰭邊緣及魚的腹部呈白色，背鰭硬棘12枚、背鰭軟條18枚、臀鰭硬棘2枚、臀鰭軟條19-20枚，體長可達8.5公分，棲息在沿海淺水域，屬雜食性，以藻類、小型無脊椎動物為食，雌魚產附著性卵，雄魚有護卵行為，幼魚為浮游性，生活習性不明，可做為觀賞魚。